# Inked in Blood
Inked in Blood deveti je studijski album američkog death metal-sastava Obituary objavljen 24. listopada 2014. godine. Prvi je album s Kennyjem Andrewsom i Terryjem Butlerom.

## Popis pjesama
Tekstovi: John Tardy, glazba: Donald Tardy i Trevor Peres.
| 1.    | »Centuries of Lies«    | 2:08 |
| 2.    | »Violent by Nature«    | 4:34 |
| 3.    | »Pain Inside«          | 4:36 |
| 4.    | »Visions in My Head«   | 4:14 |
| 5.    | »Back on Top«          | 4:31 |
| 6.    | »Violence«             | 2:07 |
| 7.    | »Inked in Blood«       | 4:13 |
| 8.    | »Deny You«             | 4:49 |
| 9.    | »Within a Dying Breed« | 5:37 |
| 10.   | »Minds of the World«   | 3:24 |
| 11.   | »Out of Blood«         | 3:20 |
| 12.   | »Paralyzed with Fear«  | 5:39 |
| 49:12 |                        |      |

## Zasluge
Obituary
- Donald Tardy - bubnjevi, glazba
- Trevor Peres - ritam gitara, glazba
- John Tardy - vokali, tekstovi
- Terry Butler - bas-gitara
- Kenny Andrews - gitara

Ostalo osoblje
- Mark Prator - produkcija
- Andreas Marschall - omot
- Brad Boatright - mastering
- Jacob Spets - grafički dizajn